# Elassogaster immaculata
Elassogaster immaculata är en tvåvingeart som först beskrevs av Macquart 1843.  Elassogaster immaculata ingår i släktet Elassogaster och familjen bredmunsflugor.
Artens utbredningsområde är Réunion. Inga underarter finns listade i Catalogue of Life.